# جام خیریه انگلستان ۲۰۰۷
 جام خیریه انگلستان ۲۰۰۷ ، ۸۵امین رقابت سالانه مابین قهرمانان لیگ برتر انگلستان و جام حذفی فوتبال انگلستان است.
این مسابقه در تاریخ ۵ اوت ۲۰۰۷ مابین تیم‌های منچستر یونایتد و چلسی در ورزشگاه ومبلی لندن برگزار شده‌است. تیم منچستر یونایتد در این مسابقه در ضربات پنالتی ۳ بر صفر به پیروزی دست یافت. این بازی در زمان قانونی یک بر یک پایان یافته‌بود.

## جزئیات مسابقه
| چلسی                          | ۱ – ۱ | منچستر یونایتد         |
| ----------------------------- | ----- | ---------------------- |
| مالودا ۴۵'                    | گزارش | گیگز ۳۵'               |
| ضربات پنالتی                  |       |                        |
| پیزارو · لمپارد · رایت-فیلیپس | ۳ – ۱ | فردیناند · کریک · رونی |